# شوکدیور
شوکدیور (به لاتین:Shukdyur) یک منطقه مسکونی در جمهوری آذربایجان است که در شهرستان آق‌داش واقع شده است.